# كمال بالناصر
كمال بالناصر (22 يناير 1956 -) ولد في قفصة، متزوج وأب لثلاثة أبناء وهو مهندس تونسي، شغل منصب وزير الصناعة في حكومة مهدي جمعة التونسية التي تم المصادقة عليها في 28 يناير 2014.

## التكوين الأكاديمي
تحصل كمال بالناصر على شهادة التبريز في الرّياضيات من جامعة باريس Paris Jussieu و على شهادة الهندسة من مدرسة البوليتكنيك بباريس École polytechnique ثمّ على شهادة الماجستير من المدرسة العليا بباريس École normale supérieure

## مساره المهني
- 2013-2012: رئيس المعهد التكنولوجي بشركة شلمبرجير في البرازيل
- 2011-2009: الرئيس الاقتصادي لشركة شلمبرجير (أكبر شركة في العالم تعمل في مجال خدمات حقول النفط،45 مليار دولار في 2013)
- 2008-2007: خبير عالمي بالوكالة الدولية للطاقة.
- 2007-1999: مدير عالمي للتسويق والتكنولوجيا بشلمبرجير- لندن و بوسطن.
- 1998-1990: مدير جهوي للتسويق والتكنولوجيّة بشلمبرجير في أمريكا الجنوبية، الشرق الأوسط و شمال أفريقيا.
- 1989-1981: مدير أبحاث في تكنولوجيا إنتاج النفط والغاز – فرنسا-الولايات المتحدة – أنجلترا.
- 1980-1979: مهندس باحث بالمدرسة العليا للمناجم – باريس.

## أنشطة أخرى
عضو الإدارة العالميّة لشركة المهندسين في النفط (SPE).
رئيس مساعد المعهد العالي للدّراسات IHES - باريس.
ساهم في 13 كتاب و120 منشورات في نطاق الطّاقة والصّناعة والاقتصاد.
(2014) Future Energy
(2013) Resources To Reseves
(2012) Global Energy Assessment